# Ibirá
Ibirá é um município brasileiro do estado de São Paulo. Localiza-se a uma latitude 21º04'49" sul e a uma longitude 49º14'27" oeste, estando a uma altitude de 446 metros. Tem uma população de 11.690 habitantes (IBGE/2022) e área de 271.912 km². O município é formado pela sede e pelo distrito de Termas de Ibirá. A cidade faz parte da região metropolitana de São José do Rio Preto, interior de São Paulo

## Estância hidromineral
Ibirá é um dos 11 municípios paulistas considerados estâncias hidrominerais pelo Estado de São Paulo, por cumprirem determinados pré-requisitos definidos por Lei Estadual. Tal status garante a esses municípios uma verba maior por parte do Estado para a promoção do turismo regional. Também, o município adquire o direito de agregar junto a seu nome o título de Estância Hidromineral, termo pelo qual passa a ser designado tanto pelo expediente municipal oficial quanto pelas referências estaduais.

## História
Ibirá, tem suas origens nas terras doadas por D. Pedro II, o Imperador, para Antônio Bernardino de Seixas e seus filhos João e José Bernardino de Seixas, que por volta de 1878-1880, acamparam a beira do Córrego das Bicas, onde localiza-se hoje o Distrito de Termas de Ibirá.
Teve como primeira denominação, Cachoeira dos Bernardinos, posteriormente, Freguesia da Cachoeira, e Freguesia de Ibirá. Em Agosto de 1906, pela Lei nº. 996, era criado o Distrito de Paz, que em 13 de maio de 1913, foi elevado a categoria de Distrito Policial.
Em 12 de dezembro de 1921, elevou-se a categoria de Município, através da Lei nº. 1817, sendo solenemente instalado em 22 de março de 1922.
Passou a ser considerado Estância Hidromineral pelo Decreto Lei nº. 13.157, de 30 de dezembro de 1942.
A cura através das águas vanádicas, começaram com os índios, por volta de 1770, que curavam suas doenças banhando-se nelas. O efeitos curadores permanecem e tais curas têm comprovação.
A denominação “Ibirá” é originária do tupi ybyrá, “árvore”.
Grande destaque de Ibirá é o Bairro de "Vila Ventura". Localizado a aproximadamente 14 km da sede do município, se destaca pela tranquilidade e pela serenidade de seus moradores. No mês de outubro se celebra uma grandiosa quermesse em louvor a Nossa Senhora Aparecida, muito famosa na região.

## Geografia

### Hidrografia
O município de Ibirá é cortado pelos afluentes do Rio Cubatão, que são: 
- Córregos das Bicas;
- Córrego Mococa;
- Córrego Pouso Alegre;
- Córrego Taperão

### Rodovias
- SP-310
- SP-379

## Demografia
Dados do Censo - 2010
População total: 10.896
- Urbana: 10.045

- - Homens: 5.414[10]
  - Mulheres: 5.482

Densidade demográfica (hab./km²):  40,07
Taxa de alfabetização: 91,4%
Dados do Censo - 2000
Mortalidade infantil até 1 ano (por mil): 8,19
Expectativa de vida (anos): 75,98
Taxa de fecundidade (filhos por mulher): 2,02
Índice de Desenvolvimento Humano (IDH-M): 0,801
- IDH-M Renda: 0,711
- IDH-M Longevidade: 0,850
- IDH-M Educação: 0,842

(Fonte: IPEADATA)

## Política e administração
- Prefeito: Edvard Alberto Colombo (2017/2024)
- Vice-Prefeito: Francisco Januário da Silva Neto

### Legislativo
15ª Legislatura
- Presidente da Câmara: José João Mariano (2009/2010)
- 1º Secretário da Câmara: André Roberto Martins (2009/2010)
- 2º Secretário da câmara: Antônio Carlos Rombolá (2009/2010)
- Vice-Presidente da câmara: Sônia Palma Belochi (2009/2010)

- Presidente da Câmara: Sônia Palma Beolchi (2011/2012)
- 1º Secretário da Câmara: Antônio Gulhardo Franquim (2011/2012)
- 2º Secretário da Câmara: André Roberto Martins (2011/2012)
- Vice-Presidente da Câmara: José João Mariano (2011/2012)

Composição
Câmara Municipal de Ibirá é composta por 9 (nove) cadeiras, destas ocupadas por:
- André Roberto Martins (2009/2012)
- Antônio Carlos Rombolá (2009/2012)
- Antônio Gulhardo Franquim (2009/2012)
- Francisco dos Santos Araújo (2009/2012)
- José João Mariano (2009/2012)
- Luis César Baruffi (2009/2012)
- Sonia Palma Beolchi (2009/2012)
- Rosa Maria Mauri Ferreira (2009/2012)
- Vanderlei Custódio da Aparecida (2009/2012)

16ª Legislatura
- Presidente da Câmara: José João Mariano (2013/2014)
- 1º Secretário da Câmara: Silvio Luís Mendes (2013/2014)
- 2º Secretário da câmara: Eberson Benedito Lopes de Souza (2013/2014)
- Vice-Presidente da câmara: João Carlos Faria (2013/2014)

Composição
A Câmara Municipal de Ibirá é composta por 9 (nove) cadeiras, destas ocupadas por:
- Antonio Gulhardo Franquim (2013/2016)
- Dorival Bortolin (2013/2016)
- Eberson Benedito Lopes de Souza (2013/2016)
- João Carlos Faria (2013/2016)
- José João Mariano (2013/2016)
- Luis Ricardo Baruffi (2013/2016)
- Mario dos Santos (2013/2016)
- Silvio Luis Mendes (2013/2016)
- Sonia Palma Beolchi (2013/2016)

## Infraestrutura

### Comunicações
O sistema de telefones automáticos foi inaugurado na cidade em 1974 pela Telecomunicações de São Paulo (TELESP), que também implantou o sistema de discagem direta à distância (DDD) em 1979 com o código de área (0175). Anteriormente a cidade era atendida pela Cia. Telefônica Rio Preto, empresa administrada pela Companhia Telefônica Brasileira (CTB).
Na década de 90 o código DDD da cidade foi alterado para (017), para padronização do sistema telefônico com a telefonia celular que estava sendo implantada em todo o estado.

### Educação
Docentes 
- 61,9% Ensino Fundamental
- 19% Pré-Escola
- 19% Ensino Médio

Escolas
- 05 escolas fundamentais
- 04 Pré-Escolas
- 01 Ensino Médio

Matrículas Por Série
- 67,4% Fundamental
- 15,9% Pré-Escola
- 16,8% Médio

### Saúde
Estabelecimentos existentes
- 03 Estabelecimentos de Saúde Municipal
- 05 Estabelecimentos Privados

Morbidade Hospitalar
- 41,7% Homens
- 58,3% Mulheres

### Transportes
Frota Veicular:
- Automóveis 65,1% (2.608)
- Caminhões 4,2% (167)
- Caminhões-trator 0,4% (18)
- Caminhonetes 7,3% (292)
- Micro-Ônibus 2,8% (114)
- Motocicletas 0,4% (18)
- Motonetas 14,5% (581)
- Ônibus 3,7% (147)
- Tratores 1,5% (61)

## Cultura e lazer
Outro grande mérito do município é uma cia de teatro local chamado "Arte das Águas", que se destaca na região como um grupo especializado em produções de cunho social, com o intuito de ajudar  a vida do ser humano o grupo começou a carreira com o Espetáculo Anjos Invisíveis, que trata de violência doméstica moral contra as crianças. Tal espetáculo lhes renderam prêmios e notoriedade regional, se destacando como o primeiro grupo teatral a se formar que levasse o nome do município, para âmbitos culturais maiores. Em 2016 a cia estreou o espetáculo "MAZZAROPI, um certo sonhador", em homenagem ao artista Amácio Mazzaropi, contando a vida e obra do eterno JECA Brasileiro. Acaba também de estrear o musical "A VACA LELÉ" deixe seu sonho voar, texto de Ronaldo Ciambronni.

### Festival de Teatro
No ano de 2011 a Prefeitura de Ibirá deu início a um evento que pretende ser tradicional no município pela grande repercussão do primeiro ano, o FESTIB - FESTIVAL DE TEATRO de IBIRÁ. São 6 dias de festival com apresentação de espetáculos de todo o Brasil, que fazem a movimentar a cultura da cidade . O festival acontece no final de Junho, dias antes do tradicional FIT - Festival Internacional de Rio Preto.

## Religião
O Cristianismo se faz presente na cidade da seguinte forma:

### Igreja Católica
- A igreja faz parte da Diocese de Catanduva.[20]

### Igrejas Evangélicas
- Assembleia de Deus Ministério do Belém.[21][22]
- Congregação Cristã no Brasil.[23]